# Sauda (gemeente)
Sauda is een gemeente gelegen aan het Saudafjord in de Noorse provincie Rogaland.
Sauda grenst in het noordwesten aan Etne, in het noorden en oosten aan Odda, in het oosten en zuiden aan Suldal en in het westen aan Vindafjord. Sauda ligt in Ryfylke.
De gemeente telde 4760 inwoners in januari 2017.  

## Plaatsen in de gemeente
- Sauda (plaats)

## Geboren in Sauda
- Bjørn Eidsvåg, 1954 zanger, componist

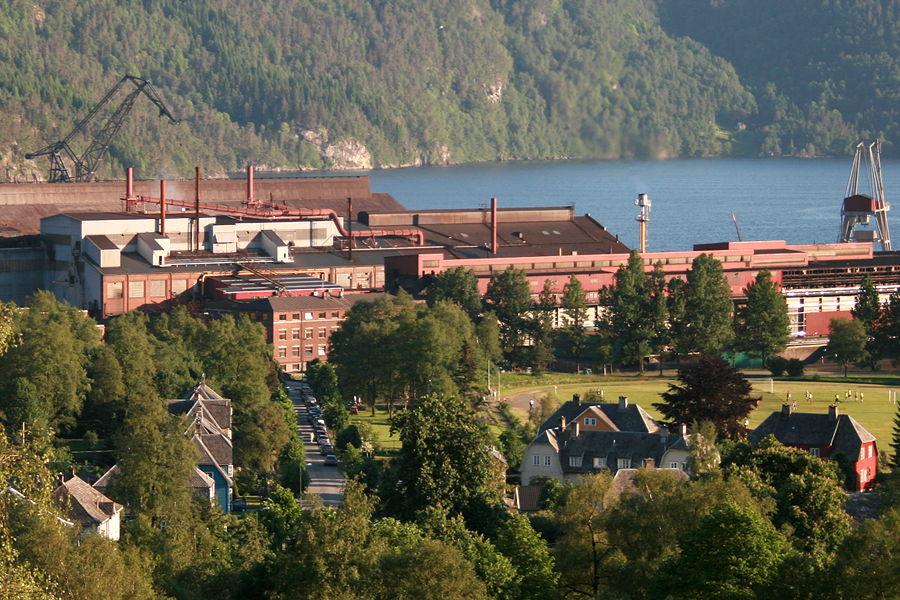

Bjerkreim · Bokn · Eigersund · Gjesdal · Hå · Haugesund · Hjelmeland · Karmøy · Klepp · Kvitsøy · Lund · Randaberg · Sandnes · Sauda · Sokndal · Sola · Stavanger · Strand · Suldal · Time · Tysvær · Utsira · Vindafjord

Fylker van Noorwegen